# Lista över svenska skräckfilmer
Detta är en lista över svenska skräckfilmer. Urvalet består av långfilmer som gjorts för TV och visats för eller sålts till betalande publik (biografvisning och kommersiell utgivning på VHS/DVD). Övriga svenska skräckfilmer som på olika sätt kan räknas som intressanta listas under "Anmärkningsvärt".

## A-Ö Långfilmer per titel
- Alena (Daniel di Grado, 2015) – Svensk skräckfilm baserad på serieromanen med samma namn, av Kim W. Andersson.
- American Burger (Johan Bromander och Bonita Drake, 2014) – En buss amerikanska studenter är på kulturresa i Europa, hamnar på en slaktfabrik och blir "American Burgers". B-film med mycket humoristiska inslag.
- Besökarna (Joakim Ersgård, 1988) – Spökhusfilm med humoristiska inslag. Ledde raka vägen till Hollywood för regissören, som återvände till Sverige och spelade in den svenskproducerade noir-thrillern "Rancid (film)" (2004).
- Blodspår (John Martin, 2012) - Lågbudgetslasher.
- Blood Runs Cold (Sonny Laguna, David Liljeblad och Tommy Wiklund, 2011) - Lågbudgetslasher.
- Blood Tracks (Mike Jackson [pseud. f. Mats Helge Olsson], 1985) – Inspirerad av Wes Cravens ”The Hills Have Eyes”.
- Blödaren (Hans Hatwig, 1983) – Kanske första svenska filmförsöket i stil med "The Texas Chainsaw Massacre" (”Motorsågsmassakern”).
- Camp Slaughter (Martin Munthe, 2004) – Ungdomar slaktas av missbildad monstermänniska. Filmen fick god publicitet genom många hätska recensioner.
- Death Academy (Daniel Lehmussaari, 2004) - Slasherfilm i norrländsk miljö. En grupp gymnasieelever försöker rentvå en man som blev oskyldigt dömd för ett massmord, men blir attackerade av den verklige mördaren som vill skydda sin hemlighet[1].
- Den osynlige (Joel Bergvall, Simon Sandquist, 2002) – Mobbningsoffer blir allvarligt misshandlad av klassens värsting, Tuva Novotny, och tar kontakt med henne efter döden. Kritikerframgång och fick amerikansk remake.
- Det okända (Michael Hjorth, 2000) – Till handlingen ingen kopia av Blair Witch Project, men inspelnings- och budgetmässigt. Här är skräcken utomjordisk och tar kontroll över några människors kroppar, då de är isolerade i vildmarken.
- Die Zombiejäger (Jonas Wolcher, 2005) - Zombies invaderar Göteborg och skjutglada tyskar bjuder dem på motstånd.
- Documenting the Witch Path  (Carl Sundström, 2016) – Tre unga män besöker en till synes bortglömd plats där häxor dränktes på 1600-talet. En flerfaldigt prisbelönt skräckfilms-dokumentär.
- Draug (Karin Engman & Klas Persson, 2019) – I 1000-talets Sverige försvinner ett missionärsfölje på väg norrut mot Hälsingland. Kungen skickar ut sin hird att leta efter dem, men de hittar något annat. Något uråldrigt och ondskefullt. Vikingatida skräck.
- Evil Ed (Anders Jacobsson, 1997) – Stillsam konstfilmsklippare får i uppdrag att redigera blodiga skräckfilmer, blir galen och löper amok. Komedi och gore med starka satiriska drag. Ganska uppskattad i splatterkretsar.
- Evil Easter III: The Final Easter (Viking Almquist, 2013) - Nazister försöker under påskveckan framkalla den germanska gudinnan Ēostre för att ta över världen. Hedendom och metafysik kombineras med splatter och surrealistik humor.[2][3]
- Faust 2.0 (2014) [4]
- Fiore di Ferro (2015) - Giallo-influerad skräckfilm med psykologiskt fokus.[5]
- Freakdemon (2000 – bara namnuppgift) – Svensk splatter. Demoner attackerar människor i skogen.
- Freakdemon 2 (2003 – bara namnuppgift) – Svensk splatter. Uppföljare till Freakdemon.
- Frostbiten (Anders Banke, 2006) – Vampyrkomedi i norrlandsmiljö med Petra Nielsen. Floppade i Sverige, men gjorde stor succé i utlandet, särskilt Ryssland där den fick bra recensioner och kultstatus[6].
- Galgmannen (Gustaf Molander, 1945) – Bygger på helt övernaturlig/skräckromantisk pjäs av finlandssvenske författaren Runar Schildt.
- Galgmannen (För TV. Olof Thunberg, 1969) – Dito som ovan. Regissören var inläsaren på legendariska skräckradioserien Mannen i svart.
- Grief, The, (Daniel Lehmussaari 2006)- Några mediastudenter ska göra en dokumentär om Svarta Änkan, en kvinna som levde på 1800-talet. Kvinnans barn och hon själv mördades av kyrkans folk och efter det hemsöker kvinnans ande alla som kommer i närheten.
- Grottmorden (även Jagad i underjorden) (Mats Helge Olsson, 1990) – C-film med hemmavideokänsla. Kampsport, galen mördare, skattletning och blodspillan.
- Headhunter (Magnus Rösman, 2004) – Inga uppgifter.
- Hemligheten (Paolo Vacirca, 2005) – Semestrande amerikanska ungdomar på Gotland kan inte återvända till fastlandet, och drabbas av ondska och besatthet genom en magisk amulett. Malmöiten Vacirca har bakgrund hos amerikanska kultfilmsbolaget Troma.
- Huset vid vägens ände, Inspelningen började 2002 då som kortfilm, men färdigställdes 2009.
- House of Orphans, (Daniel Lehmussaari, 2008) - En familj flyttar till sitt drömhus på landet bara för att upptäcka att en ond ande lever i huset.
- Kraftverk 3714 (Markus Widegren, 2005) – Lågbudgetfilm. Skräck och science fiction.
- Körkarlen (Victor Sjöström, 1921) – Övernaturlig melodram av stor filmhistorisk betydelse, inte minst med sin trickfilmning. Efter Selma Lagerlöfs roman.
- Körkarlen (Arne Mattsson, 1958) – Nyversion av ovan.
- Lokalvårdaren (Henrik Möller (filmare)) - Surrealistisk resa in i avgrunden.
- Lithivm (David Flamholc, 1998) – Seriemördarthriller, ”antagligen den sämsta svenska filmen någonsin” enligt recensenter och publik.
- Låt den rätte komma in (Tomas Alfredson, 2008) – Vampyrfilm efter John Ajvide Lindqvists roman. Internationell kritikersuccé och publikframgång.
- Madness (Sonny Laguna, David Liljeblad och Tommy Wiklund, 2010) - Skräckis i still med "The Hills Have Eyes".
- Morianerna (Arne Mattsson, 1965) – Inga uppgifter.
- Månguden (För TV. Jonas Cornell, 1988) – Inspirerad av ”tältmorden” på holländska turister, som Thomas Quick tagit på sig skulden för. Här är mördaren en – besatt? – man i afrikansk mångudmask.
- När Mörkret Faller... (Viking Almquist, 2012) - Kortfilm inspirerad av Eraserhead[7].
- Ondskans värdshus (Calvin Floyd, 1981) – Per Oscarsson som halvgalen general på vampyrjakt. I huvudrollen Brendan Price, framträdande roll i Stuart Gordons "Dagon" (2001).
- Psalm 21 (Fredrik Hiller, 2010) - Drama/Skräck antireligiös film.
- Radioactive Cannibal Vikings from Hell (Kortfilm. Nils Härgestam, 2007) - Ett gäng ungdomsbrottslingar stöter på en muterad klan av kannibalistiska vikingar[8].
- Return of the Monster (Adam Valkare, 2002) – Inga uppgifter.
- Retzell 73 (Simon Micael Berggren, Mats Kejonen, 2005) – Inga uppgifter.
- Resurrection of Michael Myers, The (Kortfilm. Mike Beck [pseud. f. Mikael Beckman], Richard Holm, Henrik Wadling, 1987)
- Resurrection of Michael Myers. Part 2, The (Kortfilm. Richard Holm, Henrik Wadling, 1989) – Splatterkomedi med bl.a. Orup och filmkritikern Gunnar Rehlin. Den första svenska film där en zombie förekommer.
- Scorched Heat (Peter Borg, 1987) – Harald Treutiger kämpar mot en rutten "zombie". Kalkonstämplad och storkult.
- Sektor 236 - Tors vrede, Svensk sci-fi i stil med Rovdjuret.
- Sex, lögner & videovåld (Richard Holm, 2000) – Splatterkomedi med bland annat Camilla Henemark, Micke Dubois, Christina Lindberg och ett inhopp av Mel Brooks.
- Skräcken har 1000 ögon (Torgny Wickman, 1970) – Halvporrig skräck med djävulsdyrkan.
- Sleepwalker (Johannes Runeborg, 2000) – Thrillerskräck om man som lider av att gå i sömnen, och försöker ta reda på om det är han som mördat hela sin familj.
- Smutsiga fingrar (Arne Mattsson, 1973) – En tidig svensk sleazer.
- Sounds of Silence (Peter Borg, 1989) – Tämligen okänd av regissören till "Scorched Heat", med Hasse "Kvinnaböske" Andersson i en cameo. Lär handla om barn som får kontakt med andra sidan i en skånsk herrgård.
- Stinger (Martin Munthe, 2005) – Muterade jätteinsekter invaderar en ubåt.
- Strandvaskaren (Mikael Håfström, 2004) – Traditionell skräckfilm i "Halloween"- och "Friday the 13th"-traditionen.
- Svart Död (Daniel Lehmussaari, 2012) - Zombiefilm i gruvmiljö[9].
- Svart lucia (Rumle Hammerich, 1992) – Thrillerskräck i stockholmsk gymnasieskola, efter manus av Carina Rydberg.
- Syner (Nikolas Marquez von Hage, 2009) - Prisbelönad antologifilm.
- Terror I Rock 'n' Roll Önsjön (Henrik Myrdhen, 2001) - Nazizombie terroriserar ett litet samhälle i 1970-talets Norrbotten. Sveriges första zombie-långfilm.
- Vampyrer (Peter Pontikis, 2008) – Vampyrdrama.
- Vargtimmen (Ingmar Bergman, 1968) – Egensinnig och intellektuell version av varulvsmyten. Skräckromantik genom hela filmen.
- Vaxdockan (Arne Mattsson, 1962) – Per Oscarsson blir fetichistiskt fixerad vid en skyltdocka. Leder till våldsamheter och att dockan kommer till liv, i alla fall inför Oscarssons ögon.
- Victor Frankenstein (Calvin Floyd, 1977) – Lågbudget men boktrogen film med seriösa ambitioner. Per Oscarsson som monstret, Leon Vitali – tidigare roll i Stanley Kubricks "Barry Lyndon" (1975) – som Frankenstein.
- Vittra (Sonny Laguna och Tommy Wiklund, 2012) - Ungdomar råkar ut för vittrorna. Skräck med starka drag av The Evil Dead. Felaktigt kallad "Sveriges första zombiefilm"
- Zombie Mayhem (Kortfilm. Nils Härgestam, 2005) - Zombies dyker upp efter sprängning i sjö.
- Zombie Psycho Sthlm (Kortfilm. Micke von Engström, 2004). Zombiekortfilm där Thorsten Flinck medverkar.

## Svensk-utländska samproduktioner

### Långfilmer
- Devil’s Messenger (Sv/USA. Herbert L Strock, Curt Siodmak, 1961) – Lon Chaney Jr och många svenska skådespelare. Långversion av kortfilm i Siodmaks svenska TV-serie "13 Demon Street" (1959-60).
- Mask of Murder (Sverige/Kanada, Arne Mattsson, 1985) med Rod Taylor, Valerie Perrine och Christopher Lee.
- Midsommar (Danmark/Sv. Carsten Myllerup, 2003) – Tuva Novotny som medium och Per Oscarsson i tonårsskräck.
- Möte med Djävulen / Fluch der schwarzen Schwestern, Der (Sv/Schweiz/Västtyskland. Joseph W Sarno, 1973) – Regissören mest känd för Fäbodjäntan.
- Night Visitor, The (USA/Sv. László Benedek, 1971) – Mentalsjukhusskräckis med bland annat Max von Sydow, Liv Ullmann, Per Oscarsson.

## Anmärkningsvärt
Kortfilmer/utländska/TV-serier/ej skräck o.dyl.
- 13 Demon Street (För TV. USA/Sv. Curt Siodmak, 1959-60) – 13 episoder à 30 minuter. Kortfilmsserie med Lon Chaney Jr som presentatör och huvudsakligen svenska skådespelare och inspelningsplatser. Avsågs att visas i amerikansk TV men lades på hyllan, antagligen på grund av bristande kvalitet.
- De drabbade (För TV. Måns Mårlind, 2003) – 12 avsnitt à 45 minuter. Ambitiöst om vissa sargade människor som plötsligt får se sina största svagheter bli sina styrkor – i vilket syfte? Övernaturlig thriller och skräck.
- Den Sista Dokusåpan (Tv-serie från 2012) - Zombieserie. Blandar friskt, skräck, humor, självironi och splatter. Med Filip Berg och Cecilia Forss.
- Evil, The (Kortfilm. Giuseppe Cristiano, 2003) – Inga uppgifter.
- Herr Arnes penningar (Mauritz Stiller, 1919) – Övernaturligt drama/äventyr efter Selma Lagerlöfs roman.
- Herr Arnes penningar (Gustaf Molander, 1954) – Nyversion av ovan.
- Häxan (Benjamin Christensen, 1922) – Stumfilmsdokumentär om häxjakter, där scenerna och tittarupplevelsen är direkt skräckromantiska. Dåtidens dyraste svenska filmproduktion, blev ekonomiskt fiasko men betraktas nu som ett mästerverk. Produktionsbolaget bakom The Blair Witch Project tog namn efter filmen.
- Jungfrukällan (Ingmar Bergman, 1960) – Grym medeltidssaga om mord och hämnd med vissa övernaturliga inslag. Wes Cravens ”The Last House on the Left” (1972) är en remake i form av ren skräckfilm.
- Livsfarlig film (Suzanne Osten, 1988) – Spelfilmspropaganda. Utspelar sig på ett produktionsbolag för skräckfilm som är genomsyrat av människofientlighet.
- Ormens ägg (USA. Ingmar Bergman, 1977) – En Dino de Laurentiis-producerad film med Liv Ullmann, David Carradine och tyska/engelskspråkiga skådespelare. Utspelar sig i Berlin på 1920-talet där en vetenskapsman utsätter ovetande människor för extrema psykologiska experiment. Lär t.o.m. ha lanserats som en skräckfilm. Bergman själv kallar den "min horrorfilm".
- Thriller – en grym film (Bo Arne Vibenius, 1974) – Mycket våldsam thriller. En av Quentin Tarantinos favoritfilmer, inspirerade honom till den liknande filmen "Kill Bill" där Daryl Hannahs rollfigur är kalkerad efter Christina Lindbergs enögda hämnare.
- Vem var Dracula? / In search of Dracula (Calvin Floyd, 1975) – Dokumentärfilm om Draculas verkliga förebild Vlad Tepes och vampyrmyten. Christopher Lee som ciceron.
- Werewolf Cult Chronicles, The (Pingo Lindström, 2002- ) – Kortfilmsserie av låg-lågbudgetslag med varulvstema, både svenska och utländska produktioner.